# Famille de La Taille
Pour les articles homonymes, voir Taille.
La famille de La Taille est une famille de la noblesse française subsistante. Elle prouve sa noblesse depuis 1437. Elle compte parmi ses membres un poète, un jésuite, un journaliste.

## Histoire
La famille de La Taille est originaire du Gâtinais. 
Elle est de noblesse d'ancienne extraction sur preuves de 1437, maintenue noble en 1717 (Fresnay, rameau éteint), maintenue noble le 2 février 1699 sur titres de 1532 dans la généralité de Paris (Trétinville), preuves pour les sous-lieutenances le 19 septembre 1786 (Lollainville), preuves pour Saint-Cyr le 22 mai 1738.

## Personnalités
Les actes de l'état civil et les registres notariaux permettent d'établir la filiation suivante entre les personnalités de cette famille :
- Martin de La Taille dit Martinet (1408 - 17 avril 1488), seigneur des Essarts , seigneur de La Motte Boulain (1436), seigneur de Saint Michel , Dossainville , Nescelles et Souville , haut chatelain de Bondaroy, gentilhomme ordinaire et panetier de la duchesse d'Orléans. Le 8 février 1437 à Orléans, il épouse Jacquette Le Vannier/Le Vosvier.
  - Etienne de La Taille de Bondaroy, seigneur de Dossainville et de Bondaroy ( - 30 mai 1516 à La Folie-Joinville). Le 10 mai 1501 à Saclas, il épouse Philippe de Poillouë.
    - Louis de La Taille de Bondaroy, seigneur de Bondaroy. Le 2 septembre 1532, il épouse Jacqueline de L'Estendart de Heurteloup.
      - Jean de La Taille de Bondaroy, poète.

  - Jean V de La Taille. Le 20 mars 1501 à Pithiviers, il épouse Marie ou Marthe de Poilloue.
    - Bertrand de La Taille ( -1562). Le 6 janvier 1529 à Lorris, il épouse Marguerite de Beaumont.
      - Mathurin de La Taille ( -1587), officier. Le 21 décembre 1564 à Château Landon, il épouse Etiennette du Moustier.
        - François de La Taille ( - 24 mars 1595 à Laon). Le 21 décembre 1594, il épouse Anne de Hériot.
          - Jacques de La Taille ( -1672), officier. Le 16 octobre 1614, il épouse Anne du Griffon.
            - Jacques de La Taille ( -1682 à Marsainvilliers). Le 26 septembre 1642, il épouse Julie Judith de Prunele.
              - Charles de La Taille (1657 - 9 décembre 1725 à Paris), officier. Le 18 mai 1696, il épouse Suzanne Julie de Champs.
                - Antoine Hector de La Taille (29 octobre 1705 à Marsainvilliers - 1er mai 1754 à Pithiviers) épouse  Marguerite Marie Masson de Monceau.
                  - Georges Hector de La Taille (8 octobre 1747 à Pithiviers - 14 juillet 1803 à Engenville), officier. Le 19 février 1782 à Orléans, il épouse Marie Louise Dumont de Luz.
                    - Célestin Ephrem de La Taille (19 juillet 1790 à Engenville - 28 avril 1862 à Orléans), conseiller à la cour royale d'Orléans, maire de Guilleville. Le 14 avril 1813 à Orléans, il épouse Anne Renée Félicité de Loynes de Fumichon.
                      - Ferdinand Marie Ephrem Jean de La Taille  (7 janvier 1841 à Orléans - 9 octobre 1912), substitut du procureur de la république à Pithiviers. Le 1er mai 1872 à Gien, il épouse Marie Gouat.
                        - Ephrem Marie Joseph Grégoire de La Taille (7 juillet 1874 à Pithiviers - 19 février 1971 à Neuilly-sur-Seine), officier. Le 9 mai 1901 à Paris 8, il épouse Claire d'Anterroches.
                          - Christian Joseph Marie Louis de La Taille (25 octobre 1907 à Bragny-sur-Saône - 27 septembre 1995 à Paris 7)[5]. Le 19 août 1931 à Estouy, il épouse Geneviève de Drouin de Bouville[6] (1906-2007)[7].
                            - Emmanuel de La Taille (1932-2021), journaliste et producteur de télévision.

    - Louis Ier de La Taille ( -1545). Il épouse Jeanne Louise de Hallot d'Hermeray.
      - Jean de La Taille ( -1574). Le 23 décembre 1563 à Épernon, il épouse Geneviève Barthomier d'Olivet.
        - Jacques de La Taille épouse Madeleine de Loynes.
          - Charles de La Taille ( -1644). Le 20 avril 1629 à Pithiviers, il épouse Catherine de Plais.
            - César Ier de La Taille (1631 - 14 juillet 1678 à Pithiviers), écuyer. Le 29 septembre 1654 à Pithiviers, il épouse Suzanne de Villereau.
              - César II de La Taille (1657 - 15 avril 1720 à Guigneville). Le 11 avril 1690 à Guigneville, il épouse Marie Feller.
                - Jean François Ier de La Taille (1686 - 29 mai 1739 à Guigneville), capitaine d'infanterie au régiment de la Marine.  Le 25 novembre 1721 à Étampes, il épouse Caroline Marie Laumosnier.
                  - Jean François II de La Taille (21 juin 1727 à Guigneville - 11 août 1805 à Guigneville), capitaine au régiment de la Marine. Le 19 juillet 1751 à Orléans, il épouse Elisabeth Angélique Egrot de Lude.
                    - Timoléon de La Taille (12 mai 1767 à Guigneville - ), capitaine de frégate. Le 6 janvier 1803 à Saint-Michel (Loiret), il épouse Angélique Thérèse de Longueau Saint-Michel.
                      - Frédéric Timoléon de La Taille (14 décembre 1803 à Pithiviers - 16 janvier 1857 à Authon), conseiller général du Loir-et-Cher. Le 3 juin 1841 à Authon, il épouse Emma Geneviève Cécile Guyon de Montlivault.
                        - Henri Frédéric Timoléon Louis de La Taille (27 mars 1842 à Tours - 14 avril 1910 à Tours), maire d'Authon. Le 21 décembre 1863 à Tours, il épouse Marie-Louise Confex de Neuilly.
                          - Frédéric Timoléon Louis Marie Henri de La Taille (3 février 1865 à Tours - 8 avril 1914 à Arcachon), officier de Marine. Le 21 juin 1892 à Toulon, il épouse Marie-Anne Noël.
                            - Guillaume Marie Jacquelin de La Taille (10 novembre 1902 à Paris 16 - 2 décembre 1953 à Paris 16). Le 17 avril 1928 à Paris 8, il épouse Élisabeth Georgette Marie Rolland d'Estape.
                              - Jacquelin de La Taille épouse Odile Marie d'Orglandes[6].
                                - Axel de La Taille (1971)[6], auteur de jeux de société : Le Clown acrobate (2003, Haba), Syllabus (2005, Cocktail Games).

                          - Maurice de La Taille (1872-1933), prêtre jésuite, théologien et liturgiste.

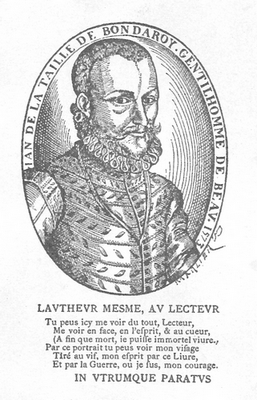
Jean de La Taille
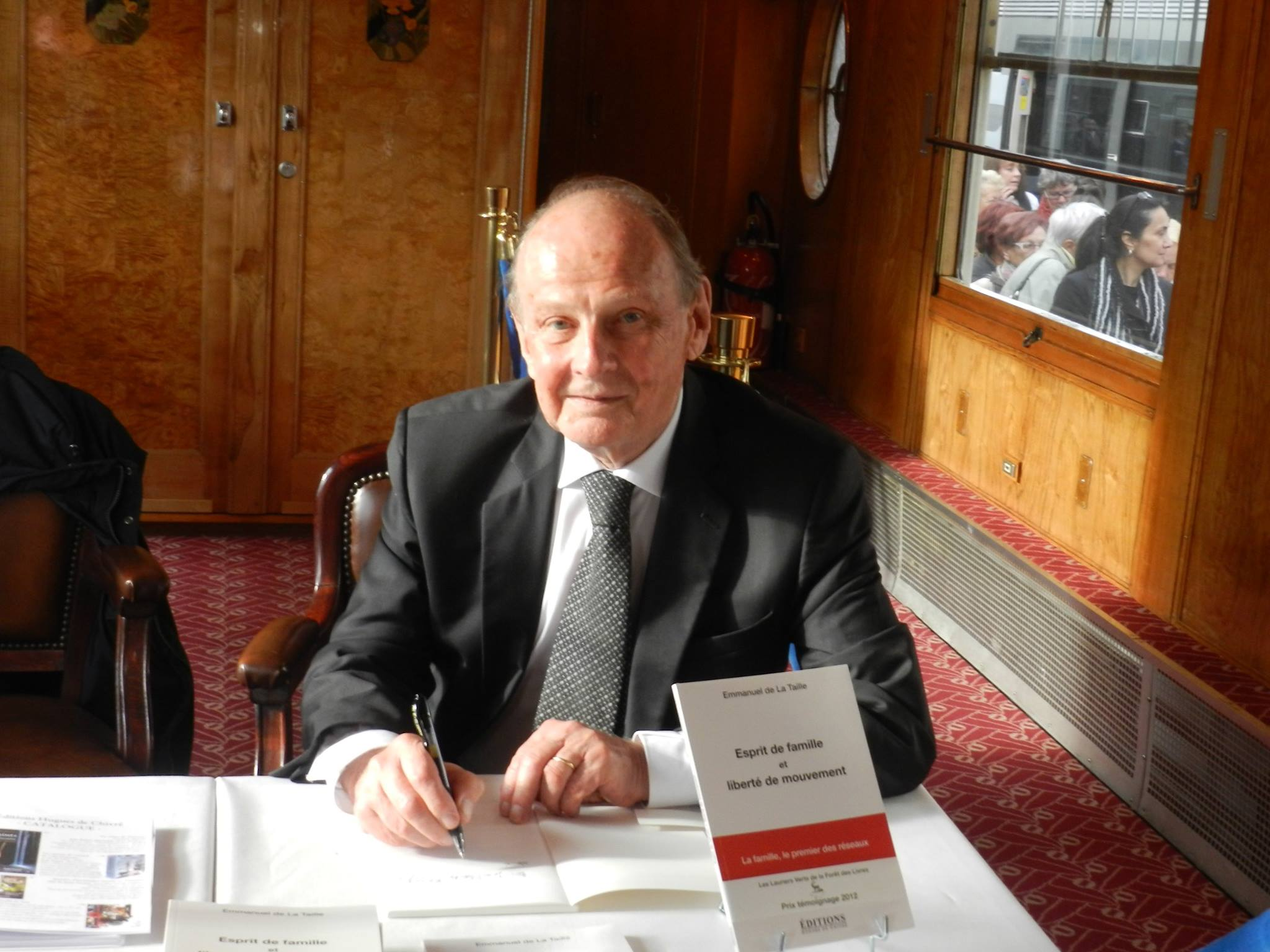
Emmanuel de La Taille

## Armes, devises
Les armes de la famille : De sable au lion couronné d’or lampassé de gueules.

Blason de la famille de La Taille
Devise de Jean de La Taille

## Possessions

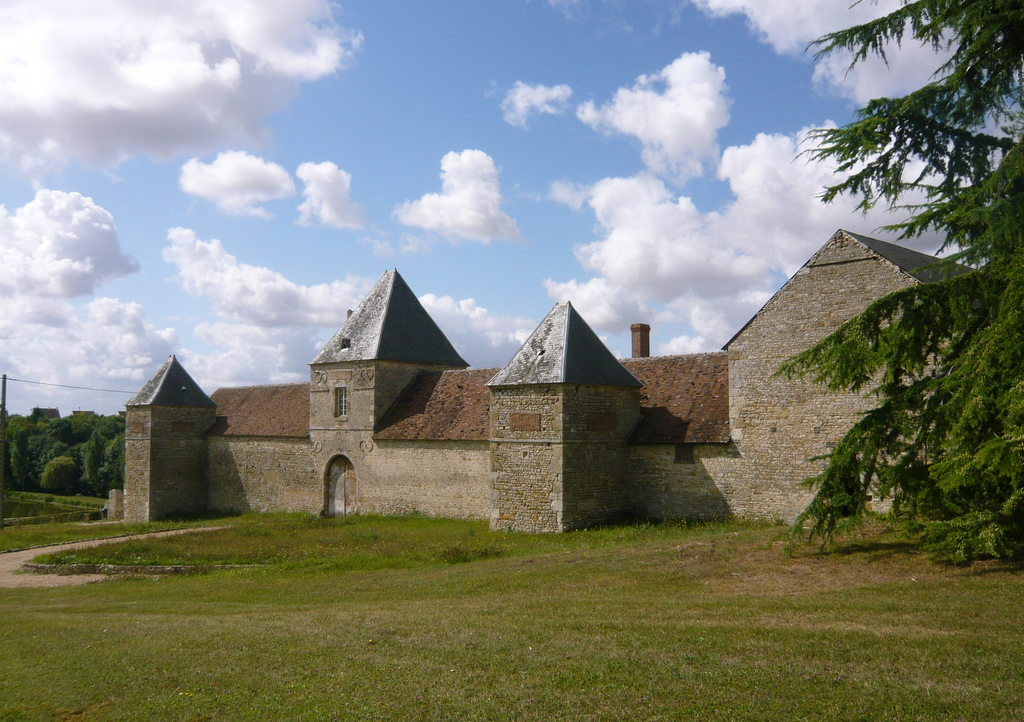
Le manoir de la Taille.

La famille possède le manoir de la Taille.